# Ashville (Ohio)
Ashville è un villaggio della contea di Pickaway, Ohio. Gli abitanti erano 3.174 al censimento del 2000.

## Storia
Ashville ospita un museo storico, Ohio's Small Town Museum; nel museo, aperto nel 1975, è presente il semaforo funzionante più vecchio d'America, progettato dal residente Teddy Boor.

## Galleria d'immagini

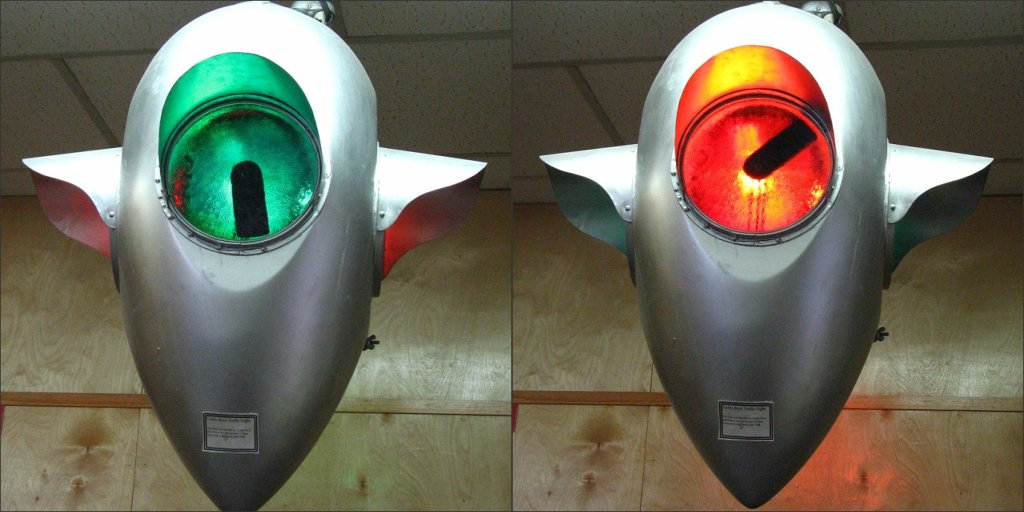
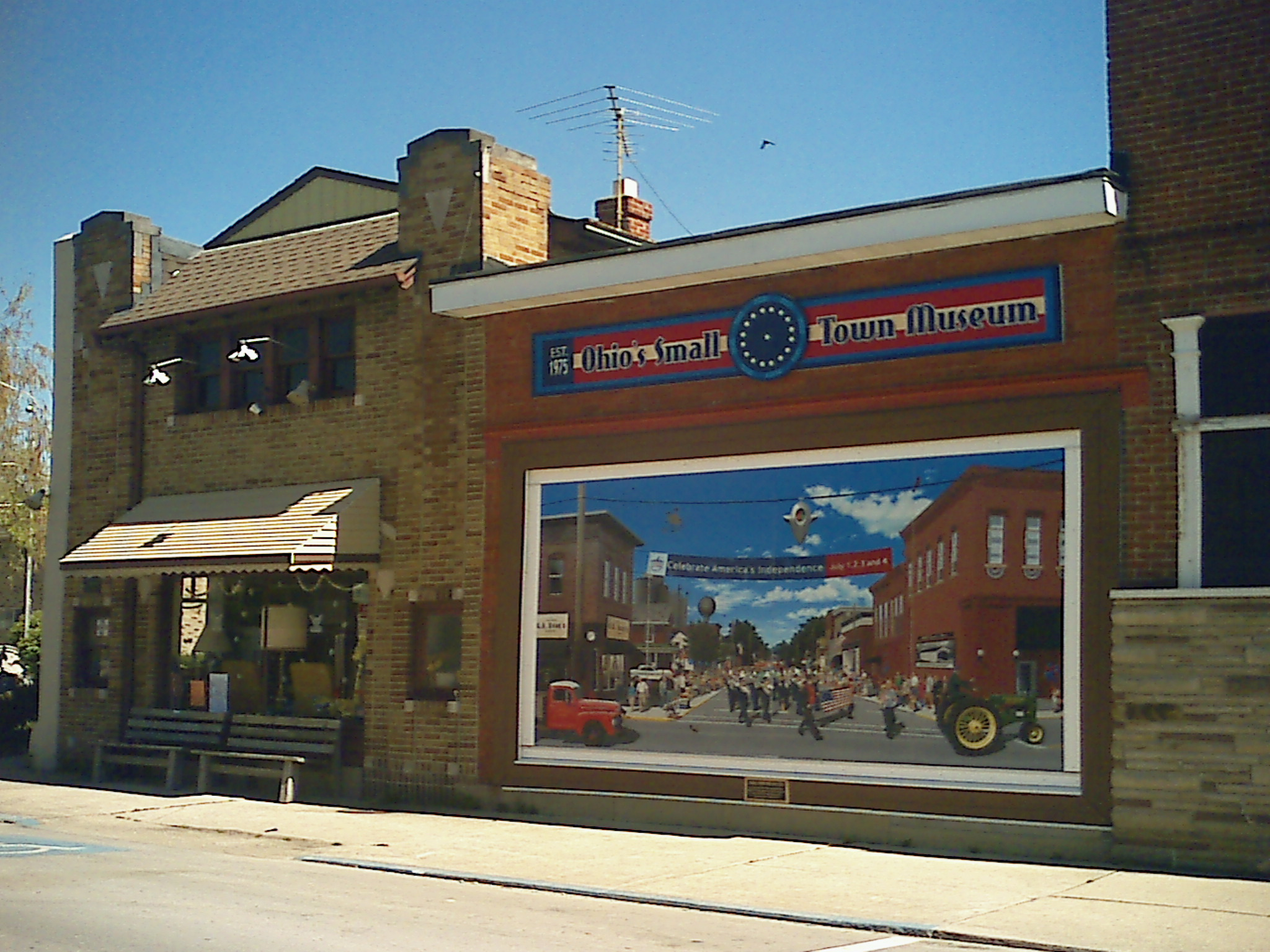
Ohio's Small Town Museum